# Веруккьо
Веруккьо (італ. Verucchio) — муніципалітет в Італії, у регіоні Емілія-Романья,  провінція Ріміні.
Веруккьо розташоване на відстані близько 240 км на північ від Рима, 105 км на південний схід від Болоньї, 13 км на південний захід від Ріміні.
Населення — 10 065 осіб (2014).

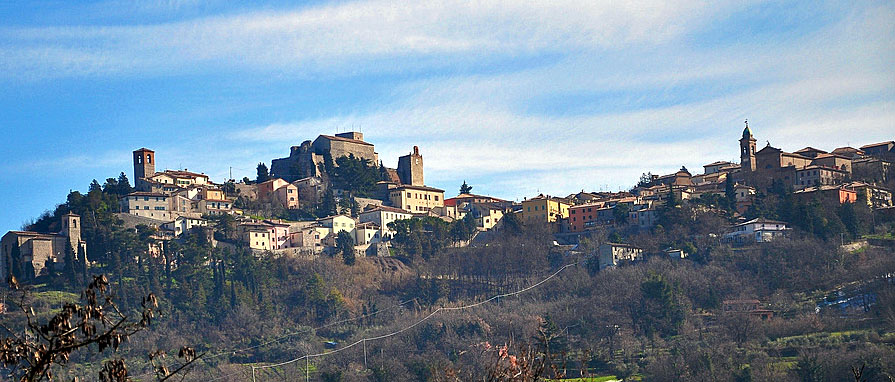

Щорічний фестиваль відбувається 11 листопада. Покровитель — святий Мартин.

## Демографія
Населення за роками:

Станом на 1 січня 2023 року в муніципалітеті офіційно проживали 863 іноземці з 66 країн, серед них 143 громадяни країн Євросоюзу та 68 громадян України.

## Сусідні муніципалітети
- Аккуавіва
- Борго-Маджоре
- К'єзануова
- Поджо-Торріана
- Ріміні
- Сан-Лео
- Сантарканджело-ді-Романья
- Сассофельтріо
- Серравалле